# František Zyka mladší
František Zyka, mladší (20. února 1930, Brno - 15. června 1988, Brno), mistr houslař.

## Život
Jeho otec byl houslař František Zyka, u něhož se začal učit houslařskému řemeslu v sedmnácti letech, ještě jako student reálného gymnázia v Brně. Následně započal studium houslařské školy v Lubech u Chebu. Po návratu do Brna v roce 1950 začal pracovat v dílně svého otce. V této době pracoval zároveň i ve velkoobchodě s hudebními nástroji na Jánské ul. v Brně. Po jeho zrušení v roce 1970 pracoval už jako houslař se svým otcem v dílně na nám. Družby národů (dnešní Dominikánské náměstí). V roce 1954 se oženil s Jiřinou, roz. Mačalíkovou, s níž měl dvě děti - Michaelu (1962) a Martina (1971). Ten se učil u něj v oboru houslařství, avšak nakonec se věnoval hře na housle (Absolutorium na Konzervatoři v Brně - 1991). V roce 1976 přestěhoval František Zyka ml. svoji dílnu v Brně z nám. Družby národů na ulici Dvořákovu 8, kde byla až do jeho smrti v roce 1988.
Věnoval se jak opravám, tak i stavbě nových nástrojů. Používal oranžovo-žlutý lak. Nástroje stavěl převážně po vzoru Guarneriho.
Člen Kruhu umělců a houslařů.